# Książątko
Książątko – polski czarno-biały film fabularny z 1937 roku.

## Obsada
- Karolina Lubieńska - Władzia Majewska
- Eugeniusz Bodo - dziedzic Tadeusz Rolski
- Loda Niemirzanka - Rita Malvani
- Antoni Fertner - Piwko, dyrektor dancingu
- Stanisław Sielański - aptekarz Gulardowicz
- Jerzy Marr - fordanser
- Józef Orwid - dyrektor hotelu
- Klemens Mielczarek - Franek
- Wanda Jarszewska
- Helena Buczyńska
- Michalina Łaska
- Stanisława Rowińska
- Helena Gruszecka
- Adam Dobosz
- Stefania Betcherowa
- Janina Krzymuska
- Janina Sokołowska
- Halina Kamińska
- Jadwiga Bukojemska
- Janusz Srebrzycki
- Marian Zajączkowski
- Kazimierz Gella
- Stanisława Kawińska

## Fabuła
Władzia z poczty kocha bogatego dziedzica Rolskiego. Pewnego dnia wygrywa na loterii 150 złotych i jedzie do Krynicy - pierwszy raz w życiu się zabawić, a przy okazji spróbować zdobyć serce ukochanego.